# Матица словацкая
Матица словацкая (словац. Matica slovenská) — словацкое национальное культурно-просветительное общество. Основано 4 августа 1863 года в городе Турчански-Свети-Мартин; по распоряжению венгерских властей в 1875 году ликвидировано; возрождено вскоре после создания Чехословакии, 5 августа 1919 года.
Матица словацкая является старейшей словацкой национальной культурной и научной организацией. Центр Матицы словацкой находится в городе Мартин — центре национальной культуры словаков, где она была основана в 1863 году и возрождена в 1919 году. Матица словацкая является юридическим лицом. Она создала свои организационные компоненты на территории Словацкой Республики и за рубежом. Положение и деятельность Матицы словацкой регулируются актом №. 68/1997 Собр. Зак. О Матице словацкой с внесенными изменениями и Уставом Матицы словацкой.

### Направление и миссия Матицы словацкой
Матица словацкая это общественное учреждение. Действует как национальное, независимое, непартийное, неконфессиональное, неотраслевое, научное и культурное учреждение.
Матица словацкая незаменимым образом действовала в процессе национального самоопределения и охраны народных прав, сохранения идентичности и развития культуры словацкого народа. Предназначением Матицы словацкой в 21 веке является систематическое развитие духовной, национальной, культурной и общественной жизни всех членов словацкого народа, как и других граждан, живущих на территории Словацкой Республики. Матица словацкая развивает и усиливает национально-культурную жизнь словацкого народа, его национальное сознание и образовательный уровень, одновременно обеспечивает творчество и охрану культурного наследия и традиций. Она налаживает сотрудничество с представителями национальностей, живущих на территории Словацкой республики, а также с остальными народами за рубежом с целью познания и обмена культурными ценностями.
Матица словацкая в то же время участвует в развитии словацкой науки, культуры, искусства и образования и всех форм духовной и общественной жизни, которые усиливают национальное самосознание, главное, в рядах словацкой интеллигенции, студенчества и молодежи.
Особенное сотрудничество поддерживает и развивает с матицами других славянских народов и матицами словацкими, действующими вне территории Словакии.

### Цели Матицы словацкой
Среди главных задач, вверенных Матице словацкой государством и определённых в Законе о Матице словацкой, являются, главное: укрепление словацкого патриотизма; углубление отношения граждан к словацкой государственности; осуществление основного исследования словацкого мира; участие в развитии местной и региональной культуры; воздействие, главное, на молодежь в духе национальных, моральных и демократических ценностей; повышение национального сознания словаков на языково-смешанных территориях Словацкой Республики; усиление взаимоотношений культур граждан, считающих себя национальным меньшинством и этническими группами на территории Словацкой Республики со словацкой национальной культурой; соединять создателей и друзей словацкой культуры и науки в мире; поддерживать пропаганду Словацкой Республики и собственными информационными и культурными центрами, созданными за рубежом; развивать контакты с европейскими и мировыми организациями в вопросах культуры, национальной идентичности, духовной жизни и охраны всечеловеческих ценностей; создавать дома, а за рубежом фонды для поддержки национальной и культурной жизни словаков и для оценки самых выдающихся создателей из определённых областей творческой деятельности; сотрудничать с государственными органами и с органами территориального самоуправления в развитии культуры и общественной жизни; издавать произведения подлинного словацкого художественного творчества, научные произведения, просветительские и научно-популярные работы, публицистику и периодическую печать; пропагандировать словацкую историю, культуру и личности с помощью подлинных аудиовизуальных документальных произведений, а также вырабатывать новости культуры о своей деятельности с помощью электронных средств массовой информации и интернетные базы; сотрудничать при создании учебников и учебных текстов некоторых предметов общественных наук для начальных и средних школ на основании уполномочения Министерства образования Словацкой Республики.

### Структура Матицы словацкой
- Печать Матицы словацкой. 1848Архив Матицы словацкой
- Членские центры Матицы словацкой
- Финансово-экономический отдел Матицы словацкой
- Информационный центр Матицы словацкой
- Краеведческий музей Матицы словацкой
- Областные центры Матицы словацкой (Дома Матицы словацкой и Областные офисы Матицы словацкой)
- Прокат костюмов и нарядов Матицы словацкой
- Редакция еженедельной газеты Slovenskje národňje novini
- Редакция журнала Slovenské pohľady
- Секретариат председателя и управляющего делами Матицы словацкой
- Словацкий исторический институт Матицы словацкой
- Словацкий литературный институт Матицы словацкой
- Центр национальных отношений Матицы словацкой
- Техническо-инвестиционный центр Матицы словацкой
- Научный центр Матицы словацкой
- Издательство Матицы словацкой

### Центры Матицы словацкой

#### Первое здание Матицы словацкой
Первое историческое здание Матицы словацкой, которое носит название Национальная светлица, начали строить в 1864 году по проекту архитектора Карола Гаррера с добавлениями архитектора Яна Непомука Бобулы, которому доверили и само строительство недвижимости. Первый камень в центре города Мартин заложили 6 апреля 1864 года, а торжественное постукивание по нему осуществил тогдашний действующий заместитель председателя Матицы словацкой Карол Кузманый, евангелический священник и суперинтендант. Частично законченное здание торжественно открыли 8 августа 1865 года, как Дом Матицы словацкой, а второй этап его строительства закончили в 1869 году. В 1875 году, когда венгерское министерство внутренних дел в рамках нарастающей венгеризации невенгерских народов закрыло Матицу словацкую, все её имущество, включая её центральную недвижимость, передало венгерскому государству.
В 1899—1900 г.г. здание достроили, но тогда его приспособили всего лишь для административных целей венгерских государственных органов. После возвращения к жизни Матицы словацкой 1.1.1919 года чехословацкое правительство с помощью Министерства, уполномоченного управлением Словакии, вернуло ей её изначальный центр. На этот раз там действовали чехословацкие государственные органы, но данные помещения для планов развития матичного союза были уже недостаточны. В августе 1919 года возникла мысль о строительстве нового, большего и более современного матичного здания, что и осуществилось в 1926 году, когда первое историческое здание перестало быть центром Матицы словацкой. В 1963 году его провозгласили культурным памятником, а сегодня оно является национальным культурным памятником. В настоящее время в здании размещается постоянная экспозиция истории словацкой литературы, выставочные помещения, депозиты и профессиональные центры Литературного музея Словацкой национальной библиотеки.

#### Второе здание Матицы словацкой[5]
Второе здание Матицы словацкой сегодня является центральной штаб-квартирой учреждения на Улице Павла Мудроня в расширенном центре города Мартин. Его архитектором был мартинский строитель Ян Палкович, а строительные работы реализовал строитель Станислав Захар из города Врутки. Первый камень здания заложили 13 августа 1924 года, во время августовских матичных торжеств. Строительство осуществлялось с осени 1924 года по февраль 1926 года. Торжественное открытие здания состоялось 29 августа 1926 года. На дворе перед зданием открыли памятник известному словацкому патриоту и писателю Светозару Гурбану Ваянскому. В 1965 году его заменили аллегорической статуей Матицы словацкой академического скульптора Яна Кулиха, причем памятник Светозару Гурбану Ваянскому переместили к первому зданию матицы.
В архитектурном отношении второе здание Матицы словацкой принадлежит к презентабельным строительным объектам города Мартин. Характерные черты здания, такие, как высокие столбы, портик, тимпаны и точная симметрия его относят к произведениям неоклассистической архитектуры. Благодаря её общественному значению, в 1963 году его провозгласили памятником культуры, а с 2002 года — это национальный памятник культуры. Кроме административной части это относится также и к ограде, садовому парку и памятной табличке 48 замученным участникам Словацкого национального восстания в 1944 году. В садовом ареале, в Парке св. Кирилла и Мефодия, находится репрезентабельный пантеон бюстов выдающихся национальных и матичных деятелей. Первый бюст открыли 2 октября 2012 года по случаю 250-й годовщины со дня рождения кодификатора литературного словацкого языка Антона Бернолака. В ареале до конца 2020 года открыли всего четырнадцать бюстов национальных деятелей, которые установили в следующем порядке:
2 октября 2012 — кодификатор литературного словацкого языка Антона Бернолак.
2 августа 2013 — первый председатель МС Штефан Мойзес, первый заместитель председателя МС Карол Кузмани и почетный заместитель председателя МС Ян Францисци.
1 августа 2014 — ведущий представитель народного движения первой половины 20 столетия и член комитета МС Андрей Глинка
7 августа 2015 — ведущий представитель словацкого национального движения в 19 столетии и кодификатор литературного словацкого языка Людовит Штур и управляющий делами МС и писатель Йозеф Цигер Гронски
17 августа 2016 — писатель и национальный деятель Светозар Гурбан Ваянски и основатель Словацкой лиги в Америке Штефан Фурдек
11 августа 2017 — первый председатель Словацкого национального совета Йозеф Милослав Гурбан и основатель МС и Общества св. Войтеха Андрей Людовит Радлински
30 октября 2018 — председатель МС, Словацкой национальной партии и Словацкого национального совета Матуш Дуда
4 августа 2019 — председатель МС, первый председатель и первый генеральный надзиратель Евангелической церкви аугсбургского исповедания Ян Валович
23 сентября 2020 — пожизненный управляющий делами МС Йозеф Шкултети

#### Третье здание Матицы словацкой
Торжественное заложение первого камня нового, третьего здания Матицы словацкой на Гостигоре состоялось во время прекрасно проведенных торжеств столетия Матицы словацкой 4 августа 1963 года. В эксплуатацию его передали 31 августа 1975 года, а так третье матичное здание стало новым современным и культурно полифункциональным матичным центром. После принятия библиотечного закона номер 183 в мае 2000 года Словацкая национальная библиотека в Матице словацкой отделилась от головного учреждения, а с 1 июля 2000 года стала самостоятельным юридическим лицом, которое обрело свой центр в Гостигоре. Парадоксально, на основании закона, из матичной структуры изъяли не только третье, но и первое историческое здание Матицы словацкой. Третье здание стало центром Словацкой национальной библиотеки, а матичное учреждение вернулось во второе матичное здание.

## История
К моменту создания Матицы словацкой уже существовали Матица сербская (с 1823 года) и Матица чешская (с 1831 года), Матица хорватская (1842). По их образцу это культурно-просветительное общество ставило своей задачей распространение просвещения среди народных масс, а также содействие развитию словацкой литературы, науки и искусства. За короткий срок, с 1864 по 1875 год, Матица словацкая успела сделать немало в этом направлении. В частности, издавался журнал «Летопись Словацкой матицы» (словац. «Letopis Matice slovenskej»), а в 1868 году при Матице был создан музей, под эгидой которого была создана первая крупнейшая систематизированная коллекция памятников словацкой материальной и духовной культуры. И поныне значительную ценность представляет её литературный архив, в котором собраны словацкие рукописи начиная с XV века.

#### Из истории Матицы словацкой — календарь
1861
6 и 7 июня на Словацком национальном собрании в Мартине в политической программе, известной, как Меморандум народа словацкого, было сформулировано требование о создании словацкого культурного союза. Создание союза Постоянный национальный комитет поручил Временному комитету Матицы словацкой, который осуществил все организационные шаги, ведущие к его созданию, выработал первый матичный устав и помог получить официальное разрешение на императорском дворе в Вене.
1863
На учредительной I. Генеральной ассамблее 4 августа в Мартине, которая состоялась в рамках торжеств тысячелетия пришествия славянских апостолов св. Кирилла и Мефодия на нашу территорию, возникла Матица словацкая. Её целью в духе национальных и христианских идей было: «среди членов словацкого народа возбуждать нравственное и разумное образование, расширять и утверждать; воспитывать и поддерживать словацкую литературу и изобразительное искусство, а тем помогать и материальному благосостоянию словацкого народа, и работать над его развитием.» Председателем Матицы словацкой избрали банскобыстрицкого католического епископа Штефана Мойзеса, а её первым исполнительным заместителем председателя — евангелического суперинтенданта Карола Кузмани. В первом матичном комитете активно работали самые выдающиеся представители словацкого народа, такие, как Йозеф Мирослав Гурбан, Михал Милослав Годжа, Ян Францисци, Штефан Марко Дакснер, Вилиам Паулини-Тот, Адолф Добриански и другие.
1864
Решением II. Генеральной ассамблеи Матица словацкая приняла для печатания всех матичных публикаций и документов штуровскую норму литературного словацкого языка (в соответствии с реформой Мартина Гатталы) и латиницу, как письменность.
1865
Национальную светлицу, первое здание Матицы словацкой в Мартине, торжественно открыли 8 августа на III. Генеральной ассамблее. Её строительство финансировали благодаря всенародным грайциаровским сборам.
1866
Австрийский император Франц Йозеф I принял 12 октября в Вене матичную делегацию под руководством Вилиама Паулини-Тота, которая от имени Матицы словацкой и словацкого народа выразила правителю преданность после проигранной Австро-прусской войны. Передала ему диплом члена — основателя Матицы, который государь принял.
1869
В Мартине 3 марта создали Книгопечатный акционерный союз, главной целью которого было создание благоприятных условий для издания словацких и матичных публикаций в области книжной культуры.
В Святом Криже (сегодня — Жиар над Гроном) умер на праздники св. Кирилла и Мефодия 5 июля первый председатель Матицы словацкой и банско-быстрицкий епископ Штефан Мойзес (родился 24 октября 1797 года).
1873
Заместитель председателя Матицы словацкой Вилиам Паулини-Тот и его секретарь Франтишек Витязослав Сасинек в апологетическом сочинении «Pro memoria» о Матице словацкой, напечатанным Книгопечатным акционерным союзом и направленным венгерскому премьеру Йожефу Слани, реагировали на атаки против матичного движения со стороны венгерской шовинистически мотивированной политики и печати.
1875
Венгерское правительство 12 ноября остановило деятельность Матицы словацкой. Реквизировало всё её имущество, финансовую базу Матицы словацкой позже (в 1885 году) передало ренегатскому Венгерско-земляческому словацкому образовательному союзу (MTKE) с целью повенгерчивания словаков, а собрания распределило по региональным — жупным музеям.
Матица словацкая в 1863—1875 г.г. развернула широкую коллекционную, издательскую, просветительную и научную деятельность. Она собирала архивные, библиотечные и музейные коллекции. Издала 82 томов книг, включая 12-летнее собрание первого словацкого научного журнала «Летопись Матицы словацкой». Она предоставляла стипендии словацким ученым и студентам, налаживала внутренние и заграничные контакты со славянскими культурными учреждениями и матицами, такими, например, как Матица сербская (1826), Матица чешская (1831), Матица илирийская (1842), Матица лужицко-сербская (1847), Матица галицко-русская (1848), Матица моравская (1849) и Матица словенская (1864).
Повторные попытки возобновить деятельность Матицы словацкой после её закрытия в ноябре 1875 года были неуспешны. Свою деятельность в ней продолжали, однако, иные культурные союзы, которые действовали по всей стране, главное, Живена (1869), Книгопечатный акционерный союз (1869), Союз св. Войтеха (1870), Словацкий певческий хор (1872) и Музейное словацкое общество (1893).
1893
Национальный активист и римско-католический священник Штефан Фурдек в Чикаго (штат Иллинойс, США) создал Матицу словацкую в Америке. Благодаря ему в США развивались словацкие земляческие культурные и церковные союзы и школы. Фурдек был и первым председателем Словацкой лиги в Америке (1907), под патронатом которой находились все организации земляческих союзов американских словаков.
1919
После создания Чехословацкой Республики министр её правительства с уполномочением управления Словакией Вавро Шробар 1 января издал декрет о возобновлении деятельности Матицы словацкой. Возобновительное Генеральное собрание состоялось 5 августа в Мартине. Её председателями избрали Павла Орсага Гвиездослава, Франтишека Рихарда Ослалда, Матуша Дулу (председателя Словацкого национального совета в 1918—1919 г.г.) и Вавра Шробара, матичными управляющими делами стали: Йозеф Шкултети и Ярослав Влчек. Матица продолжила свою предыдущую научную, просветительскую, коллекционную и издательскую деятельность. Членская база начала организовываться в местных отделениях Матицы словацкой. Исторически первое местное отделение Матицы словацкой возникло 2 ноября в Мартине. До конца года в течение двух месяцев в Словакии создали всего девять местных отделений Матицы словацкой.
1920
На II. Генеральном собрании Матицы словацкой 25 августа 1920 года были созданы научные отделы Матицы словацкой. Первыми возникли Исторический, Языковедческий и Народоведческий отделы. К ним постепенно присоединились: Отдел искусства (1921), Литературно-исторический (1922), Педагогический (1926), Природоведческий (1927), Философский (1941) и Социологический отдел (1944).
1922
Матица словацкая приняла эстафету издания самого старейшего словацкого и европейского культурного журнала «Словацкие взгляды», созданного Йозефом Милославом Гурбаном в 1846 году и возобновленного Светозаром Гурбаном Ваянским и Йозефом Шкултети в 1881 году.
По инициативе Матицы словацкой в Мартине создали Центр словацких любительских театров.
1926
29 августа торжественно открыли новое, второе здание Матицы словацкой в Мартине. На торжествах участвовало 15 — 20 тысяч людей. С точки зрения архитектуры, сегодняшнее центральное здание Матицы словацкой принадлежит к репрезентабельным архитектурным объектам Мартина. Здание является национальным памятником культуры и сегодняшним центром Матицы словацкой.
1932
Генеральное собрание 12 мая существенно повлияло на дальнейшую направленность Матицы словацкой, главное, в связи с боем за характер «Правил словацкого правописания». Она сосредоточилось на национальную программу, оживила научную и развернула богатую издательскую деятельность.
1940
Министерство образования и национального просветительства 12 февраля в Братиславе утвердило новые «Правила словацкого правописания» без чехистических тенденций, которые подготовила и издала Матица словацкая и её Языковой отдел (редактор Антон Аугустин Баник).
На Генеральном собрании Матицы словацкой в Прешове 12 мая Йозеф Шкултети стал пожизненным почетным управляющим делами. Новым управляющим делами Матицы словацкой собрание избрало Йозефа Цигера Гронского, секретарями — Яна Мартака, Станислава Мечиара и Йозефа Цинцика.
Управление делами Матицы словацкой отвергло правительственное предложение, чтобы членство в Матице автоматически означало и политическое членство в Глинковской словацкой народной партии.
1941
По инициатице Матицы словацкой 1 мая в Мартине возник союз «Словацкая национальная библиотека». Его главной целью было нахождение и сохранение печатных изданий о словаках и Словакии.
1943
По уполномочию матичного комитета, в Мартине создали акционерный союз «Неография», как одно из самых современных типографских предприятий в Европе.
1944
29 августа 1944 года вспыхнуло Словацкое национальное восстание как один из самых значительных очагов сопротивления в Европе, оккупированной нацистской Германией. В деятельность восстания включились тысячи членов и деятелей Матицы словацкой, как, например, Ян Мартак, Юлиус Барч-Иван, Александер Гирнер, Франтишек Октавец, Вавро Шробар, Лацо Новомески, а из младшего поколения — Владимир Минач, Роман Калиски и Ева Кристинова.
1945
Матицу словацкую в Мартине 25 января оставили многие ведущие работники и деятели: Йозеф Цигер Гронски (управляющий делами), Франтишек Грушовски (секретарь научных отделов), Станислав Мечиар, Йозеф Цинцик (оба — секретари) и референты Коломан Гералдини, Дезидер Нагел, Ян Окаль и Йозеф Кобелла, которые отстаивали официальную культуру режима тогдашней Словацкой республики (1939—1945 г.г.). Позже они на всю жизнь остались в заграничной эмиграции. Их имена должны были быть стерты не только из матичной истории, но и из коллективной памяти народа.
На основании решения Уполномочения Словацкого национального совета в области образования и просветительства от 11 апреля временное управление делами Матицы словацкой взял на себя Ян Мартак. На Генеральном собрании в августе 1945 года в Мартине выбрали новых председателей Матицы — Лаца Новомеского и Юра Гронца.
1948
После установления коммунистического режима в Чехословакии матица оказалась под сильным идеологическим и политическим контролем Коммунистической партии и государственных органов. Режим национализировал матичное издательское предприятие «Неография». В 1949—1953 г.г. политические органы постепенно отобрали у Матицы словацкой научную деятельность, распустили её членскую базу, а учреждение сократили на центр просветительской деятельности. Предыдущую научную деятельность из матичных отделов перевели в соответствующие подразделения Словацкой академии наук и искусств в Братиславе.
1954
Словацкий национальный совет в апреле принял закон о Матице словацкой, которым, в противоречии с её предназначением и историческим местом, сделал её государственным учреждением, а её центр соединил со Словацкой национальной библиотекой. Матица словацкая под своим символом начал исполнять лишь роль национальной библиотеки и библиотековедческого учреждения.
1958
Коммунистический режим инсценировал процесс против составителей, которые готовили лексикографическое произведение — Народную энциклопедию. Это коснулось матичных деятелей — Александра Гирнера, Яна Олексы, Йозефа Телгарского, Франтишека Октавеца, которых приговорили к долголетнему тюремному заключению. В связи с этим громким процессом и из-за партийных проверок и иных политических вмешательств против Матицы словацкой, её ряды пришлось опустить многим работникам, и даже матичному управляющему делами Яну Мартаку.
1959
Из-за серьёзных ограничений свободы Матицы словацкой в родной стране, в аргентинском Буэнос-Айресе создали Заграничную Матицу словацкую, председателем которой стал Йозеф Цигер Гронски.
1963
Во время политического потепления Матица словацкая столетие своего создания припомнила великолепными торжествами. Матице словацкой присвоили наивысшую государственную награду Орден республики, которую ей передал выдающийся государственный и партийный представитель того времени Александер Дубчек. 4 августа положили первый камень третьего здания Матицы словацкой в Мартине на Гостигоре.
1968
Политическая разрядка в обществе принесла надежду и на оживление основного предназначения и деятельности Матицы словацкой, включительно обновления её членской базы и развития заботы о заграничных словаках. Этот обнадеживающий процесс продлился лишь короткое время и был остановлен 21 августа после оккупации Чехословакии войсками Варшавского договора и последовавшего нормализационного процесса. Из Матицы словацкой по политическим причинам во время так называемой нормализации уволили многих сотрудников (Томаш Винклер, Иван Кадлечик, Павол Груз, Ярослав Резник ст. и другие) и деятелей (Имрих Седлак).
1973
Словацкий национальный совет 20 декабря принял закон о Матице словацкой, который частично вернул её в состояние, в котором она находилась 20 лет назад. Членская база была значительно сокращена, выжило толко меньшинство местных отделений, деятельность Матицы словацкой снова сосредоточилась прежде всего на издании книг, библиографии, биографиях, литературной музейной и архивной деятельности. В 1974—1990 г.г., во время эры социалистической культуры, председателем Матицы словацкой был словацкий прозаик, публицист и политический деятель Владимир Минач, который в то время помог развитию научной деятельности в Матице словацкой.
1975
30 августа в Мартине, на Гостигоре открыли новое, щедро спроектированное третье здание Матицы словацкой, произведение архитекторов Душана Кузмы и Антона Циммермана.
1990
Министр культуры 20 января сместил руководство Матицы словацкой во главе с Владимиром Миначем, а временное руководство в качестве председателя поручил Вилиаму Грушке, а в качестве управляющего делами Имриху Седлаку. Многие бывшие сотрудники, члены и сочувствующие снова пожелали вступить в Матицу словацкую.
10 — 11 августа состоялось восстановительное Генеральное собрание Матицы словацкой в Мартине. На Генеральном собрании председателем Матицы словацкой избрали Йозефа Маркуша.
1991
Словацкий национальный совет 26 июля принял новый закон о Матице словацкой. Этот закон открыл возможности к её постепенному возвращению от управляемого государством учреждения к независимой инстанции. Интенсивно развивается и становится главной союзная деятельность Матицы словацкой, а для её поддержки видоизменяется сеть институционных отделений.
1992
Матица словацкая в сотрудничестве со Всемирным конгрессом словаков впервые организовала встречу молодых словаков со всего света под официальным названием «Всемирный фестиваль молодежи». Он состоялся 12 — 19 июля в Мартине. Матичный фестиваль Матица словацкая организовывала каждый третий год.
1993
Образование самостоятельной Словацкой Республики было завершением длительного этапа боя Матицы словацкой за словацкую национальную идентичность. Постепенно выполняются тезисы Национальной программы Матицы словацкой, выработанной в 1991—1992 г.г. Матице словацкой вернули национализированную тоталитарным режимом типографию «Неография», журнал «Словацкие взгляды» и некоторые национализированные матичные дома.
1997
В соответствии с законом от 13 февраля, который принял Национальный совет Словацкой Репсублики, Матица словацкая стала общественным учреждением, причем параллельно своему историческому предназначению должна была выполнять и установленные государством задачи. 17 июля в Мартине открыли Всемирный год словаков.
2000
Национальный совет Словацкой Репсублики принял библиотечный закон номер 183/2000, который без участия Матицы словацкой подготовил тогдашний министр культуры Милан Княжко. Закон негативно повлиял на деятельность Матицы словацкой. Ей пришлось уйти из центрального здания в Мартине на Гостигоре, а также из исторического первого здания, а оба были переданы под управление Словацкой национальной библиотеки.
2001
Генеральное собрание Матицы словацкой (16 — 17 ноября) в Мартине проводилось в сложной ситуации, под влиянием принятого библиотечного закона, в соответствии с которым из пакета Матицы словацкой изъяли Словацкую национальную библиотеку.
2004
Генеральное собрание Матицы словацкой в Спишской Новой Вси приняло Программные намерения на период 2004—2007 г.г. с перспективами до 2010 года и Меморандум словаков дома и в мире.
2007
Матица словацкая организовала I. европейский конгресс Матиц славянских народов, участие в котором приняли представители всех государств (Чехия, Хорватия, Германия, Словения, Сербия, Украина), где действовали национальные матичные союзы.
2008
Исторически первое заседание правительства Словацкой Республики с участием наивысших конституционных деятелей и председателя Матицы словацкой прошло 2 января по случаю 15-летия образования Словацкой Республики в центральном матичном здании на улице Павла Мудроня в Мартине.
2009
В рамках Мартинских матичных торжеств открыли Год Йозефа Цигера Гронского (август 2009 г. — июль 2010 г.) по случаю 50-летия образования Заграничной Матицы словацкой и 50-летия со дня кончины Йозефа Цигера Гронского.
2010
Матица словацкая в сотрудничестве с Нитрианским самоуправляемым краем, городом Нитра и другими городами и селами организовала 1 — 5 июля XI. Матичный всемирный фестиваль словацкой молодежи.
В ноябре Генеральное собрание Матицы словацкой в Мартине избрало своим новым председателем Мариана Ткача, который вступил в должность после 20-летней деятельности контроверзного председателя Йозефа Маркуша.
2013
В Мартине 1 августа 2013 года состоялся II. европейский конгресс матиц славянских народов, в котором приняли участие представители Матицы словацкой, Матицы силезской, Матицы словенской, Матицы буневацкой, Матицы чешской, Матицы черногорской, Матицы сербской (Матица лужицко-сербская в Германии), Матицы словацкой в Закарпатье, Союза словаков в Хорватии, Матицы словацкой в Сербии и Форума славянских культур в Словении. В Меморандуме Конгресса констатируется: «Усилим нашу культурную деятельность в рамках национальных культур и будем уважать ценности миноритарных и региональных культур, потому что пренебрежение к ним в конечном итоге приведет к обеднению богатства и разнообразия человеческого духа, который в самых разных аспектах сохраняют все культуры и языки мира.»
1 — 4 августа в Мартине состоялись Национальные матичные торжества, которые увенчали празднование 150-летия образования Матицы словацкой. Пиком второго дня было торжественное открытие Парка св. Кирилла и Мефодия в ареале центрального матичного здания, открытие статуи св. Кирилла и Мефодия и бюста Штефана Мойзеса, Карона Кузмани и Яна Францисци.
2015
В Году Людовита Штура Матица словацкая провела 86 мероприятий в Словакии, посвященных рождению великана, три научные конференции включительно.
2017
Генеральное собрание Матицы словацкой в Липтовском Микулаше в ноябре избрало исторически самого молодого председателя учреждения Мариана Гешпера, чем начался процесс вступления в деятельность новых молодых матичных представителей.
2018
Матица словацкая провозгласила год 2018 Годом словацкой государственности. Она представила общественности исторический путь словаков к самостоятельной и демократической Словацкой Республике и припомнила годовщины личностей и событий, без которых словаки не стали бы эмансипированным независимым народом с собственной государственностью.
Матица словацкая организовала серию тематических мероприятий по случаю 100-летия подписания Декларации словацкого народа и образования первой Чехословацкой Республики в 1918 году.
Был создан новый журнал матичного движения «Голос Матицы». Его создание явилось выполнением долголетних просьб местных отделений и членской базы Матицы словацкой.
2019
Матица словацкая припомнила столетие возобновления своей деятельности. По этому случаю она занималась научными исследованиями развития своей членской базы в первой половине 20-го столетия и основанием исторически первых местных отделений, которые возникли в 1919 году в Мартине, Липтовском Микулаше, Ружомберке, Кошицах, Тренчине, Зволене, Брезне, Банской Быстрице и в Ужгороде.
5 — 6 июня в Мартине состоялся уже IV. конкресс матиц и учреждений славянских народов (III. конгресс славянских матиц состоялся в Словении 4 февраля 2014 года). Новинкой, по сравнению с предыдущим конгрессом, было расширенное участие научных учреждений иных славянских народов и иных общественных организаций, которые занимаются славянской культурой и наукой. Участники приняли заявление: «Во время продолжающихся процессов глобализаци, либерализации, информационных, интернетных и кибернетических технологий и войн, постиндустриального периода и постмодерна, славянские матицы и культурные учреждения славянских народов должны и в будущем пропагандировать и распространять традиционные консервативные ценности, прежде всего христианство и патриотизм. Особенно в славянском и европейском пространстве мы хотим сохранить кирилло-мефодиевские традиции, помогать установлению всеславянской и национальной идентичности и исторического сознания.»
12 октября на Собрании Матицы словацкой в Липтовском Микулаше собралось 364 делегата. На собрании приняли актуализированный Устав Матицы словацкой на 2019—2021 г.г. с перспективами до 2025 года.
2020
Матица словацкая провозгласила 2020 год Годом национальной идентичности в духе интенсивной поддержки и распространения словацкой национальной идентичности и развития словацкой государственности.
Вышли первые два номера нового профессионального журнала Матицы словацкой «Словакия — Национальный спектр». Журнал выходит два раза в год.
В центре учреждения возобновилась работа Библиотеки Матицы словацкой и началось её систематическое развитие.
Несмотря на все позитивное, что удалось осуществить новому руководству Матицы словацкой под руководством Мариана Гешпера с 2017 года, после последних парламентных выборов в марте 2020 года началось новое, министерское, административное и медиальное дискредитирование Матицы словацкой. Эти политически и идеологически мотивированные тенденции и атаки на консервативизм, национальные и христианские идеалы, которые представляет матичное движение, завершились принятием исторически самой низкой государственной поддержки Матицы словацкой на 2021 год.
2021 — настоящее
Матица словацкая объявила 2021 год Годом Александра Дубчека и открыла его статуя на Аллее национальных героев в Мартине. Вновь избранным председателем стал Мариан Гешпер. Матица словацкая отметила 160-летие принятия важного эмансипационного политического документа — Меморандум словацкого народа. Матица словацкая объявила 2022 год ГОДОМ  ШТУРОВЦА и по этому случаю подготовила и приняла участие в серии праздничных, культурных, образовательных и туристических мероприятий, вернисажи и выставки, научные конференции, открытие мемориальных комнат, мемориальных досок, публикация научных и научно-популярных статей, научно-популярных брошюр и книг, а также подготовка документальных фильмов. На Мартинской аллее национальных актёров открыта статуя Штепана Марко Дакснера. Матица словацкая также отметила круглую годовщину выдающихся личностей Владимира Клементиса, Владимира Минача  и Романа Калиского.
По случаю 160-летия со дня основания учреждения Матица словацкая объявила 2023 год ГОДОМ Мартине СЛОВАКИЯ. Кроме того, Матице отметил 1400-летие Государство Само, 1160-летие прибытия Кирилла и Мефодия в Великую Моравию и 30-летие образования независимой Словакия. Состоялось Торжественное собрание Матицы Словацкой, на котором была утверждена Программа Матицы Словацкой и обновлен Устав Матицы Словацкой. Были основаны два научных направления: культурно-философский отдел Матице Словенске и славянский отдел Матице Словенске. В Братиславе открылась галерея Матице. Матицу Словенскую пригласили присоединиться к Матице Сербской и Ассоциации сербских писателей (где они представили историю журнала «Словацкие взгляды») и расширить культурное сотрудничество между Сербией и Словакией. Издательство Матица словацкая издало книгу об основателе кооперативов Самуэле Юрковиче.
Матица словацкая объявила 2024 год Годом словацких женщин в национальном движении, а также опубликовала официальные логотипы к 80-летию Словацкого национального восстания, 120-летие Ладислава Новомесского. В 2024 году она опубликовала всеобъемлющую книгу о бернолаксах. Матица открыла статуи Кукорелли и Балута как героев Словацкого национального восстания а также организовал выставку произведений искусства к 80-летию Словацкого национального восстания в Галерее Министерства культуры. В 2024 году делегация Матица словацкая приняла участие в праздновании 160-летия Матица словенская в Любляне.

### Председатели Матицы словацкой[18]
- 1863—1869: Штефан Мойзес (* 1797 — † 1869)
- 1870—1875: Йозеф Козачек (* 1807 — † 1877)

От 1919 года во главе Матицы словацкой были четыре председателя:
- 1919—1926: Матуш Дула (* 1846 — † 1926)
- 1919—1921: Павол Орсаг Гвиездослав (* 1849 — † 1921)
- 1919—1926: Франтишек Рихард Освалд (* 1845 — † 1926)
- 1919—1950: Вавро Шробар (* 1867 — † 1950)
- 1922—1930: Юр Яношка (* 1856 — † 1930)
- 1926—1943: Мариан Блага (* 1869 — † 1943)
- 1931—1939: Ян Ванович (* 1856 — † 1942)
- 1931—1949: Йозеф Орсаг (* 1883 — † 1949)
- 1945—1954: Юр Гронец (* 1881 — † 1959)
- 1945—1950 и 1968—1974 председаталь МС, 1974—1976 почетный председатель: Лацо Новомески (* 1904 — † 1976)

С 1968 года во главе Матицы словацкой находился один председатель:
- 1974—1990: Владимир Минач (* 1922 — † 1996)
- 1990: Вилиам Ян Груска (* 1936 — † 2019)
- 1990—2010: Йозеф Маркуш (* 1944)
- 2010—2017: Мариан Ткач (* 1949)
- od 2017: Мариан Гешпер (* 1980)